# Суадагское сельское поселение
Суадагское се́льское поселе́ние — муниципальное образование в Алагирском районе Северной Осетии Российской Федерации.
Административный центр — село Суадаг.

## История
Статус и границы сельского поселения установлены Законом Республики Северная Осетия-Алания от 5 марта 2005 года № 11-рз «Об установлении границ муниципального образования Алагирский район, наделении его статусом муниципального района, образовании в его составе муниципальных образований - городского и сельских поселений и установлении их границ»

## Население
| 2002  | 2010  | 2011  | 2012  | 2013  | 2014  | 2015  |
| ----- | ----- | ----- | ----- | ----- | ----- | ----- |
| 1119  | ↗1202 | →1202 | ↗1203 | ↘1201 | ↘1189 | →1189 |
| 2016  | 2017  | 2018  | 2019  | 2020  | 2021  | 2023  |
| ↗1193 | ↘1177 | ↘1176 | ↘1171 | ↘1158 | ↗1219 | ↘1217 |
| 2024  | 2025  |       |       |       |       |       |
| ↘1208 | ↘1206 |       |       |       |       |       |

## Состав сельского поселения
| № | Населённый пункт | Тип населённого пункта       | Население |
| - | ---------------- | ---------------------------- | --------- |
| 1 | Суадаг           | село, административный центр | ↘1206     |